# Karlfeldtsparken

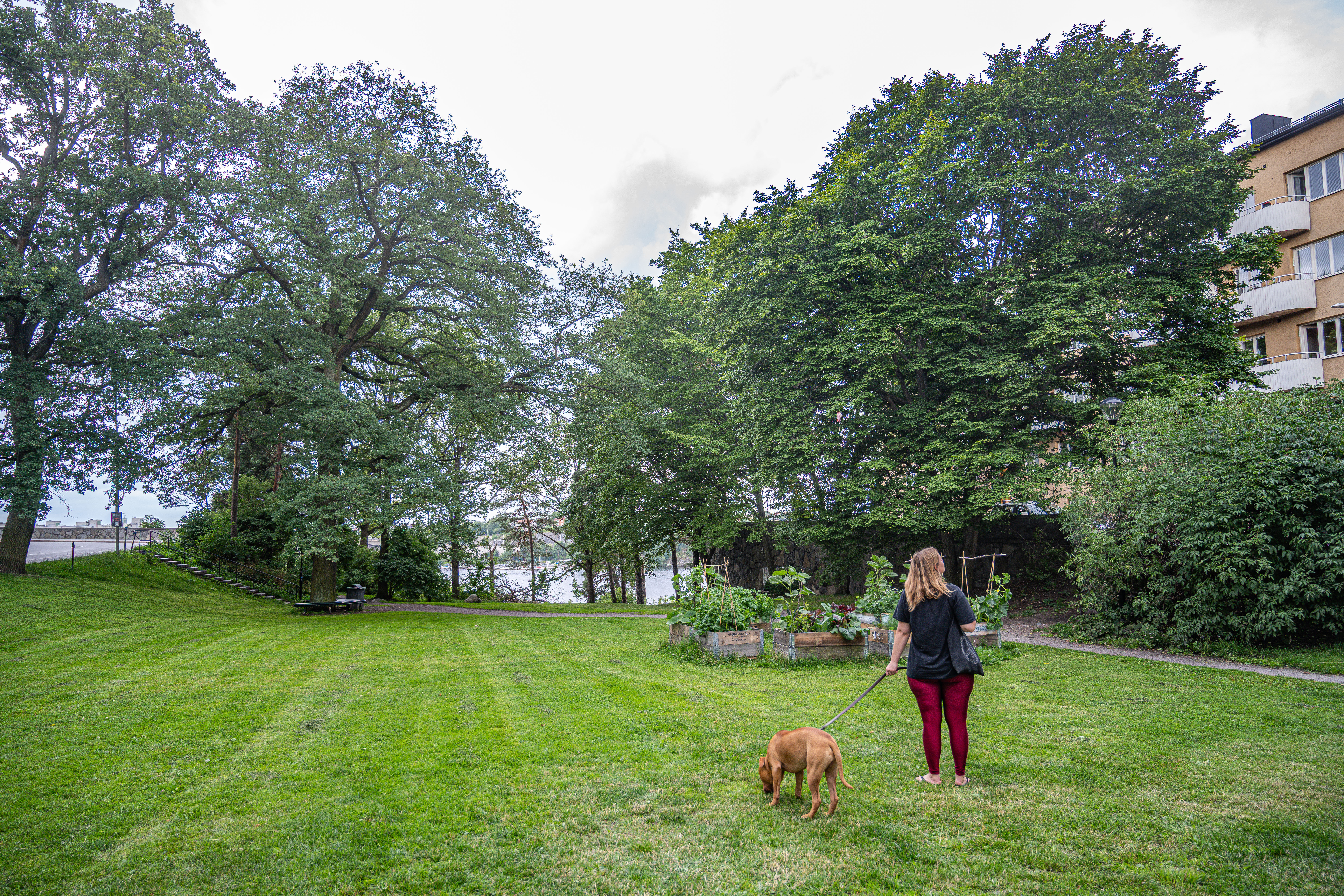
Karlfeldtsparken mot söder. 15 juli 2024.

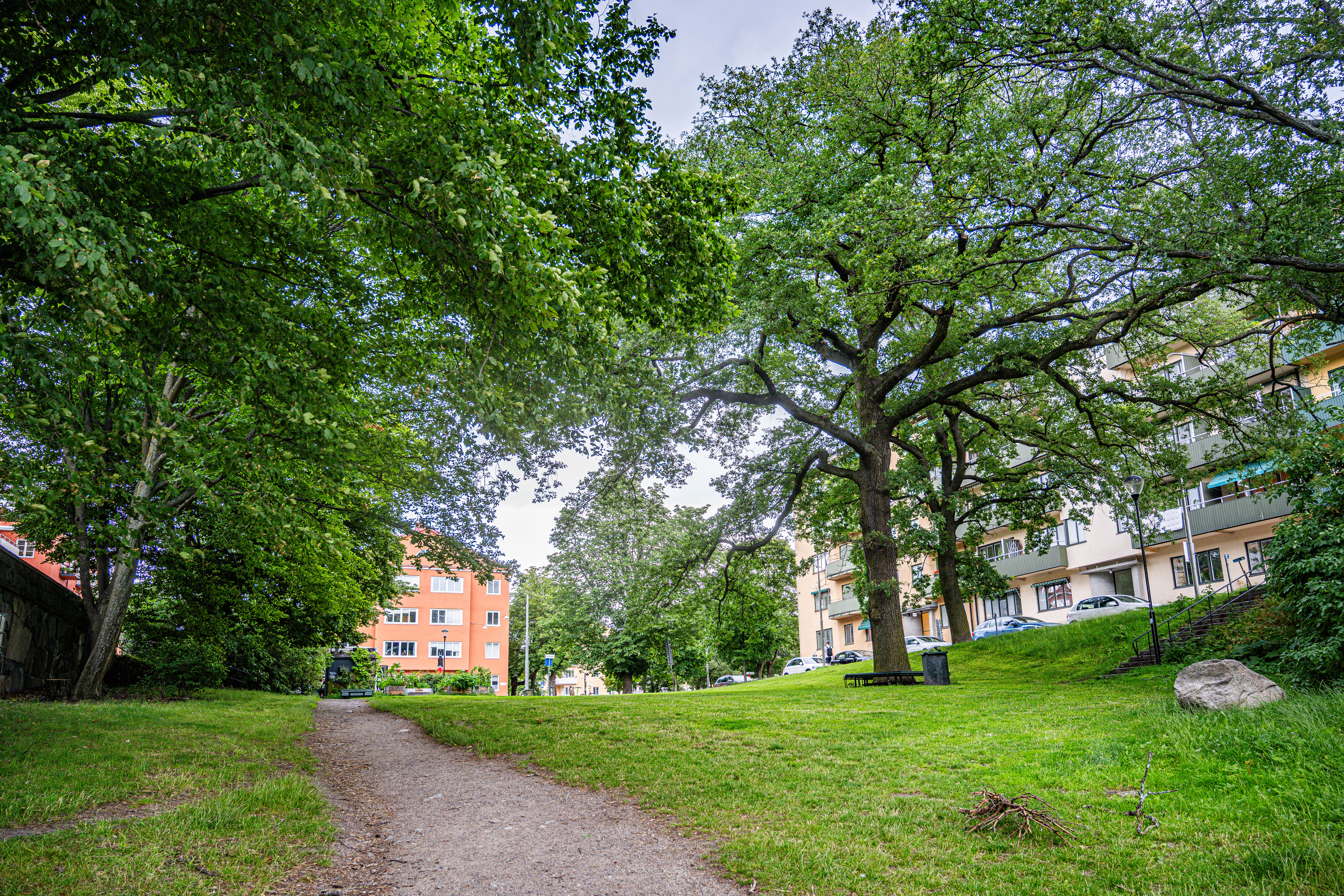
Karlfeldtsparken mot norr. 15 juli 2024.

Karlfeldtsparken är en kvarterspark om 0,2 hektar i stadsdelen Fredhäll på Kungsholmen i Stockholm. Den ligger i en sänka mellan de två bergen på Fredhäll och utgör
entré till naturområdet vid Fredhällsklipporna. En av parkens viktigaste kvaliteter är utblicken mot vattnet. Parken avgränsas av Snoilskyvägen i väster, Stagneliusvägen i norr och Atterbomsvägen i öster samt av Fredhällsparken i söder.
Parken består av en gräsyta som svagt sluttar ut mot Fredhällsklipporna. Gräsytan är nedsänkt mellan Snoilskyvägen och Atterbomsvägen vilket skapar en tydlig rumslighet. Under hästkastanjerna närmast Stagneliusvägen finns en perenn- och rosplantering, sittplatser samt ett gatukök.

## Historik
Karlfeldtsparken anlades i mitten av 1930-talet i samband med att området bebyggdes. Den utgjorde tidigare en del av den större Fredhällsparken. Efter en upprustning fick parken sitt namn 2013 genom en namntävling i tidningen Vårt Kungsholmen. Parken är uppkallad efter författaren Erik Axel Karlfeldt och ingår i kategorin ”berömda svenska författare” som dominerar gatunamnen på västra Kungsholmen. Invigningen av den upprustade parken och det nya namnet skedde den 27 maj 2014.
Erik Axel Karlfeldt hade tidigare haft en gata uppkallad efter sig på Kungsholmen, Karlfeldtsvägen i stadsdelen Kristineberg, men namnet försvann 1964 när gatan namnändrades. Södra delen blev en del av Hjalmar Söderbergs väg och norra delen en del av Geijersgatan.